# Les Terreres de Pratformiu
Les Terreres de Pratformiu és un indret de la Vall de Lord situat al poble de La Pedra, a la capçalera del riu Mosoll.